# Järnmönja
Järnmönja används som rostskyddsfärg och är en blandning av pigmentet hematit, en rödaktig järnoxid med formeln α-Fe2O3, och linolja, ofta tillsammans med ett torkmedel, sickativ.
Järnmönja är ett substitut för den hälsovådliga blymönjan.